# べっぴんの町
『べっぴんの町』（べっぴんのまち）は、1989年に東映の配給で公開された日本映画。

## 概要
軒上泊の同名小説の映画化作品であり、神戸（一部、芦屋市や横浜市でのロケもあり）を舞台にハードボイルドタッチで描くミステリー。家出娘の捜索を依頼された元・法務教官という経歴を持つアマチュアのオプ（探偵）が、やがて殺人事件に巻き込まれていく様を描く。
背景の様々な場面に阪神・淡路大震災以前の神戸の風景が収められており、震災以前の情景を窺い知ることが出来る。

## キャスト
- 私：柴田恭兵
- 田村亜紀子（依頼人、シーサイドクラブのホステス）：田中美佐子
- 左山集司（少年院時代の教え子、エリートやくざ）：本木雅弘
- 富沢令子：つみきみほ
- 中嶋町子（達夫の娘）：和久井映見
- 中嶋達夫（宝石商）：峰岸徹
- トニー・トー（中国人テーラー）：笑福亭鶴瓶
- 田村領二（亜紀子の弟）：倉田てつを
- 佐久間（中嶋の雇われ用心棒）：片桐竜次
- 矢崎（佐久間の仲間）：伊藤洋三郎
- 横田健次（家出少年）：村上雅俊
- 富沢（令子の父、貿易商）：川地民夫
- バーのマスター：上田耕一
- 交通課の婦警：長谷部香苗
- 佐山の事務所の組員：寺島進

- 友金敏雄、小林ひさよ、守谷佳央理、佐藤恒治、吉田淳、二家本辰巳、志賀実、瀬木一将、ヨコスカ潮也、深見博、清水一彦、ハント敬士、野口彰宏　ほか

## スタッフ
- 企画：黒澤満
- プロデューサー：服部紹男、岸本一男
- 原作：軒上泊
- 脚本：柏原寛司
- 撮影：宗田喜久松
- 照明：長田達也
- 録音：細井正次
- 美術：中村州志
- 編集：冨田功
- 助監督：辻井孝夫、上山勝、工藤雅典、清水浩
- キャスティング：飯塚滋
- 記録：桑原みどり
- 製作担当：望月政雄
- 撮影（B班）：内藤雅行
- 音楽：埜邑紀見男
- 音楽監督：鈴木清司
- 主題歌：「AGAIN」
  - 作詞：山川啓介
  - 作曲：深町栄
  - 編曲：瀬尾一三
  - 歌：柴田恭兵
- 音響効果：渡部健一（東洋音響カモメ）
- 技斗：高瀬将嗣（高瀬道場）
- ガンアドバイザー：BIGSHOT（矢崎使用ナイフ・佐久間使用ガバメント提供）※クレジット無し
- カースタント：TA・KA
- スタジオ∶東映東京撮影所
- 装置∶東映美術センター
- 録音スタジオ：にっかつスタジオセンター
- 現像：東映化学
- 制作協力：セントラル・アーツ
- 監督：原隆仁
- 製作・配給：東映

## ロケ地
六甲山、メリケンパーク、神戸オリエンタルホテル、ポートアイランド、神戸大橋、異人館、トアロード、ヴィーナスブリッジ、ウェザーリポート（舞子）、アティックジュニア、ルミナス神戸、神戸新交通ポートアイランド線（ポートライナー）北埠頭駅、摩耶ロープウェー、芦屋六麓荘町　など